# Марколандия
Марколандия (порт. Marcolândia) — муниципалитет в Бразилии, входит в штат Пиауи. Составная часть мезорегиона Юго-восток штата Пиауи. Входит в экономико-статистический микрорегион Алту-Медиу-Канинде. Население составляет 7812 человек на 2010 год. Занимает площадь 139,973 км². Плотность населения — 55,81 чел./км².

## Демография
Согласно сведениям, собранным в ходе переписи 2010 г. Национальным институтом географии и статистики (IBGE), население муниципалитета составляет:
| Полное население                               | Полное население                               | Полное население                               | Полное население                               | 7812  |
| ---------------------------------------------- | ---------------------------------------------- | ---------------------------------------------- | ---------------------------------------------- | ----- |
| в том числе:                                   | Городское население                            | 6707                                           | Процент городского населения, %                | 85,86 |
|                                                | Сельское население                             | 1105                                           | Процент сельского населения, %                 | 14,14 |
|                                                | Мужское население                              | 3867                                           | Процент мужского населения, %                  | 49,50 |
|                                                | Женское население                              | 3945                                           | Процент женского населения, %                  | 50,50 |
| Плотность населения, чел/км²                   | Плотность населения, чел/км²                   | Плотность населения, чел/км²                   | Плотность населения, чел/км²                   | 55,81 |
| Население муниципалитета в % к населению штата | Население муниципалитета в % к населению штата | Население муниципалитета в % к населению штата | Население муниципалитета в % к населению штата | 0,25  |

По данным оценки 2016 года, население муниципалитета составляет 8249 жителей.

## Статистика
- Валовой внутренний продукт на 2003 год составляет 10 160 891,00 реалов (данные: Бразильский институт географии и статистики).
- Валовой внутренний продукт на душу населения на 2003 год составляет 1509,57 реалов (данные: Бразильский институт географии и статистики).
- Индекс развития человеческого потенциала на 2000 год составляет 0,598 (данные: Программа развития ООН).